# Хосе Соррилья-і-Мораль

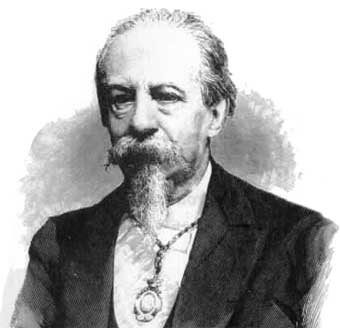
Хосе Соррилья-і-Мораль

Хосé Сорри́лья-і-Морáль (ісп. José Zorrilla y Moral; нар. 21 лютого 1817, Вальядолід — пом. 23 січня 1893, Мадрид) — іспанський поет і драматург, «іспанський Віктор Гюго».

## Біографія
Батько Соррильї займав високу судову посаду у Вальядоліді та відправив сина в Толедо слухати право; але молодий студент більше бродив по мальовничих околицях міста і складав вірші. Не закінчивши курсу, Соррилья втік до Мадриду, де, ховаючись від сім'ї, провів цілий рік повний страждань і поневірянь. 15 лютого 1837 року відбувалися похорони сатирика Ларри, який закінчив життя самогубством. У його могили нікому невідомий 20-річний Соррилья прочитав чудовий вірш, яким наелектризував усіх присутніх.
Його збірка легенд і численні драматичні твори остаточно зміцнили його славу. Неспокійний та жадаючий пригод, Соррилья поїхав спочатку до Парижу, потім до Мексики, де жив при дворі імператора Максиміліана, який призначив його своїм читачем. У 1860-66 Соррилья - директор Національного театру в Мехіко. Після страти імператора Соррилья повернувся в Іспанію.
У 1889 його урочисто увінчали в Альгамбра лавровим вінком, за участю численних представників від міст, університетів, шкіл, літературних товариств та інших асоціацій. Ховали його за державний рахунок.
Соррилья написав дуже багато. Всі його твори носять яскравий національний відбиток. На самому початку занять поезією Соррилья оголосив, що народившись іспанцем і будучи християнином він має намір оспівувати славу Іспанії та християнства. Він залишився вірним цьому рішенню протягом всього свого життя. Соррилья - співак вірувань, установ і почуттів старої Іспанії, його великий талант пішов на воскресіння мотивів старого іспанського романсеро.
З поем Соррильї цінується особливо високо його «Legendario del Cid», апофеоз трьох основних елементів іспанського характеру: релігійності, патріотизму і почуття рівності. Решта збірники його віршів: «Cantos del Trovador» (1840-1841); «Poesías» (1840-1848); «Flores Perdidas», «Granada» (1853); «Album de un Loco» (1867); «Composiciones varias» (1877); «Recuerdos del tempo viejo» (1880-1883).
Серед драм Соррильї (він написав їх понад двадцять) перше місце займає «Дон Жуан», яка завжди ставилася в день Всіх Святих, щорічно відзначається 1-го листопада; дивитися її стікалися з усіх кінців Іспанії величезні натовпи.
З інших драматичних творів Соррилья особливо популярні «El zapatero у el rey», «Sancho García», «A buen juez mejor testigo», «Traído inconfeso y mártir». Велика частина його п'єс - сценічне перекладення легенд.

## Твори
- Obras completas, v. 1-2, Valladolid, 1943